# 5-hour Energy
A 5-hour Energy é uma empresa do ramo de bebidas energéticas dos Estados Unidos, foi fundada em 2001 pela Living Essentials, segundo a fabricante, não contém açúcar.

## Ingredientes
No site oficial, são listados os ingredientes ativos do 5-hour Energy: vitamina B6, ácido fólico, vitamina B12, sódio, taurina, glucuronolactona, ácido málico e N-acetil L-tirosina, L-fenilalanina, cafeína e citicolina. O produto não é aprovado pela Food and Drug Administration dos EUA. Ele não contém açúcar, fornecendo em vez disso cafeína estimulante e aminoácidos psicoativos – precursores da dopamina, tirosina e fenilalanina. Segundo um artigo da Consumer Reports, o 5-hour Energy deve ser evitado por crianças com menos de 12 anos, bem como por mulheres grávidas e que estão amamentando.

## História
Em 2004, a empresa Living Essentials LLC, do empresário Manoj Bhargava, lançou um produto chamado “5-Hour Energy”. Até 2012, o volume de vendas no varejo havia crescido para cerca de 1 bilhão de dólares. Em artigo da revista Consumer Reports de março de 2011, foi informado que, segundo testes laboratoriais, em 2 onças líquidas americanas (59 ml) do 5-Hour Energy há 207 miligramas de cafeína, um pouco mais do que em 8 onças líquidas americanas (240 ml) do café Starbucks, que contém 180 mg de cafeína. 

## Questões legais
O IRS (Receita Federal dos EUA) afirma que as manobras financeiras de Bhargava, incluindo a doação de ações no valor de 624 milhões de dólares em sua parceria do 5-Hour Energy, foram feitas não tanto por altruísmo, mas para evasão fiscal. Em 2010, foi movida uma ação contra a Living Essentials, alegando que os produtos da empresa representavam um risco à saúde e continham rotulagem enganosa. O caso foi encerrado voluntariamente em dezembro de 2011. Em 2012, a mídia informou que a FDA investigava alegações de que o produto 5-Hour Energy de Bhargava estaria “potencialmente ligado” à morte de 20 consumidores. Em artigo de 2014 no The New York Times, relatou-se que o 5-hour Energy fez lobby junto aos procuradores-gerais de 30 estados após ter sido investigado por publicidade fraudulenta. Em 2016, a empresa venceu uma ação judicial no valor de 22 milhões de dólares contra a Stacker 2, alegando que a marca do produto “6-Hour Power” era muito semelhante à sua marca registrada “5-Hour Energy”. Em 2018, foi movida uma ação contra a Living Essentials alegando que a empresa oferecia preços preferenciais, descontos e reembolsos à Costco. No entanto, em outubro de 2019, um júri federal na Califórnia decidiu que a Living Essentials não violou a lei antitruste federal ao vender seu produto 5-Hour Energy para a Costco a um preço inferior ao cobrado de seus concorrentes.